# Imokawa Mukuzo Genkanban no Maki
Imokawa Mukuzo Genkanban no Maki (яп. いもかわむくぞうげんかんばんのまき, Імокава Мукудзо: Генкабан но Макі) — загублений анімаційний фільм, створений Отен Сімокава у 1917 році. Вважається першим професійним аніме створеним у Японії.